# Клімена
Климена — персонаж грецької міфології, критська царівна, дружина Навплія та мати Паламеда.

## У міфології
Античні автори називають Климену дочкою критського царя Катрея і відповідно онукою Міноса. Псевдо-Аполлодор пише, посилаючись на «трагічних поетів», що ця царівна стала дружиною евбейського героя Навплія, але сам наводить іншу версію, за якою Навплій був одружений з Філірою або з Гесіоною. Синами Климени були Паламед, Ойак і Навсимедонт.

## В астрономії
Можливо, на честь океаніди Климени названий астероїд (104) Климена, відкритий 13 вересня 1868 американським астрономом Дж. К. Уотсоном в Детройтській обсерваторії, США, і названий на честь одного з 10 персонажів давньогрецької міфології.